# Анрие, Пьер
Пьер Анрие (фр. Pierre Henriet) — французский политик, депутат Национального собрания Франции.

## Биография
Пьер Анрие родился 26 ноября 1991 года в городе Фонтене-ле-Конт. Детство он провел в коммуне Сен-Пьер-Ле-Вье, мэром которой является его отец Кристиан Анрие. Закончил университет Нанта, имеет степень магистра философии науки. Работал учителем математики. В 2015 году защитил докторскую диссертацию по эпистемологии в Атлантическом центре философии. .
Будучи студентом, он решил участвовать в муниципальных выборах 2014 года в Сен-Пьер-Ле-Вье и был включен в список «Объединяйтесь за Сен-Пьер-Ле-Вье», возглавляемый его отцом Кристианом Анрие. Был избран в муниципальный совет, где стал заниматься культурными мероприятиями и туризмом.
В 2017 году Пьер Анрие примкнул к президентской кампании Эмманюэля Макрона и после его победы был выдвинут движением «Вперёд, Республика!» кандидатом в депутаты Национального собрания Франции по 5-му избирательному округу департамента Вандея. 
Во втором туре он победил действующего депутата, социалиста Юга Фуража, получив 53,36 % голосов. На выборах в Национальное собрание 19 июня 2022 года был переизбран с 60,94 % голосов. 19 июля 2022 года Пьер Анрие был избран президентом парламентского офиса по оценке научно-технических решений (OPECST).
После того, как Пьер Анрие оскорбил депутата Матильду Пано, назвав ее «сумасшедшей» и «торговкой рыбой» во время парламентского заседания 2 февраля 2021 года, 9 февраля конференция руководства Национального собрания призвала его к порядку с удержанием одной четверти его депутатского жалования. Матильда Пано обвинила его в сексизме. Пьер Анрие извинился перед ней, но отрицал в своих словах гендерный аспект, заявив, что он хотел осудить тип поведения, который он также не приемлет в своих коллегах-мужчинах.

## Занимаемые должности
29.03.2014 — 23.05.2020 — член муниципального совета коммуны Сен-Пьер-Ле-Вье 

с 21.06.2017 — депутат Национального собрания Франции от 5-го избирательного округа департамента Вандея